# Lipprichhausen

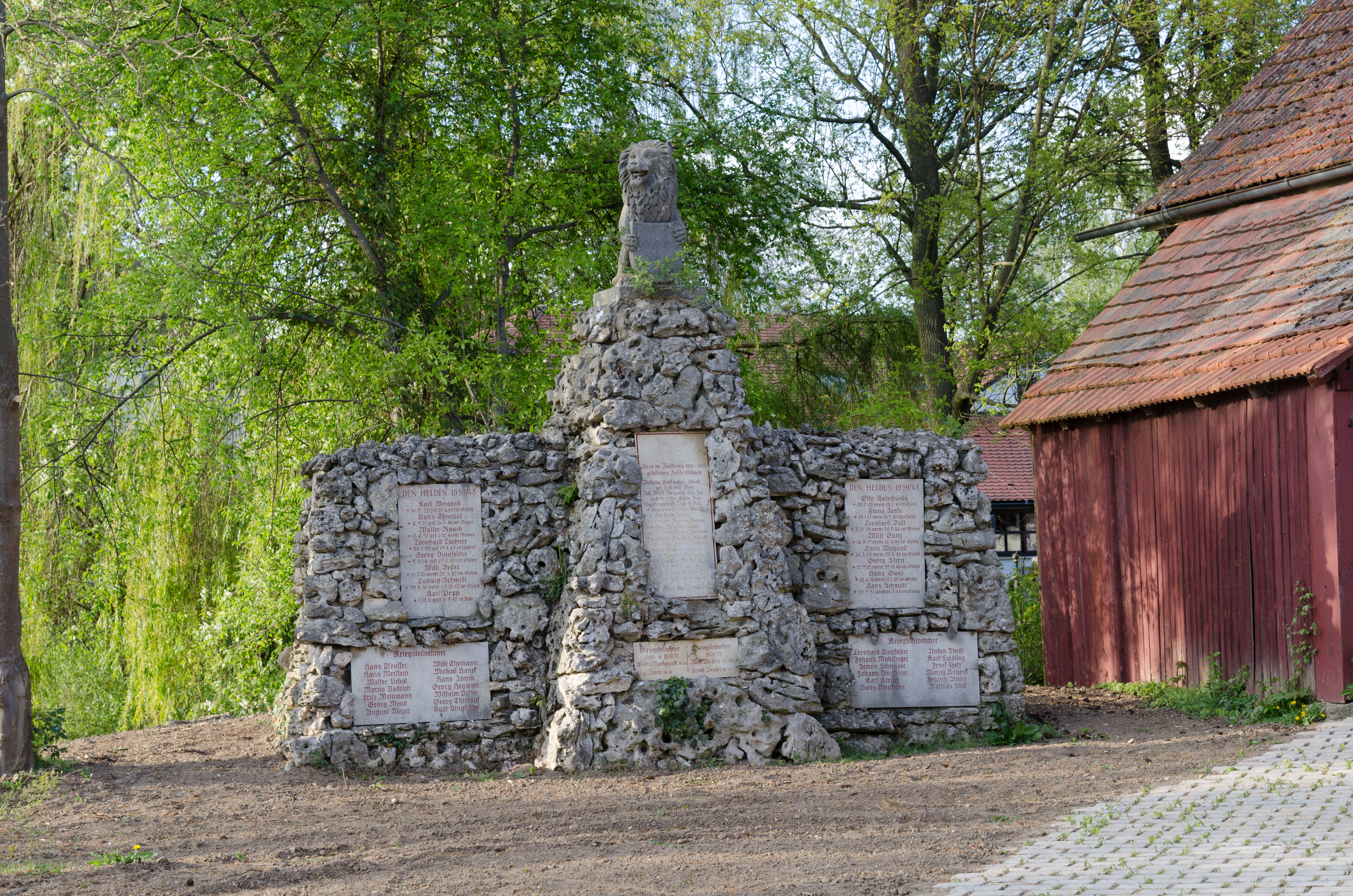
Kriegerdenkmal Lipprichhausen

Lipprichhausen  (fränkisch: Librihaosa) ist ein Gemeindeteil der Gemeinde Hemmersheim im mittelfränkischen Landkreis Neustadt an der Aisch-Bad Windsheim in Bayern. Die Gemarkung Lipprichhausen hat eine Fläche von 3,575 km². Sie ist in 371 Flurstücke aufgeteilt, die eine durchschnittliche Fläche von 9636,78 m² haben. In ihr liegen neben dem namensgebenden Ort die Gemeindeteile Obere Mühle und Untere Mühle.

## Geografische Lage
Das Pfarrdorf Lipprichhausen liegt auf freier Flur im Tal der Gollach auf einer Höhe von 300 m ü. NHN. Östlich steigt das Gelände zum Steigerwald hin auf, westlich fällt es zum Taubertal ab. Zentrum des Ortes sind die evangelisch-lutherische Pfarrkirche sowie der mittig gelegene Dorfsee. Direkt daneben befindet sich das örtliche Kriegerdenkmal, das an die Gefallenen, Vermissten und Teilnehmer des Krieges von 1870/71 sowie der beiden Weltkriege erinnert.
Eine Gemeindeverbindungsstraße führt nach Gülchsheim zur Kreisstraße NEA 47 (3 km nordwestlich) bzw. die Kreisstraße NEA 41 kreuzend nach Pfahlenheim (1,2 km südlich). Eine weitere Gemeindeverbindungsstraße führt zur Kreisstraße NEA 50 bei Rodheim (2 km nordöstlich).
Die Bayerische Uraufnahme zeigt Lipprichhausen in den 1810er Jahren mit 30 Herdstellen rund um einen Weiher, der Kirche mit ihrem ummauerten Friedhof und einer Mühle.

## Geschichte
Der Ort wurde in der ersten Hälfte des 12. Jahrhunderts im Teilurbar des Klosters Michelfeld als „Livtpurgehusen“ erstmals schriftlich erwähnt. Das Grundwort des Ortsnamens ist -hausen, das Bestimmungswort der weibliche Personenname Liutburg. Beides spricht für eine Gründung zu Zeiten der Fränkischen Landnahme, die im 8. Jahrhundert abgeschlossen wurde. Die ursprüngliche Kirche, eine Wallfahrtskirche der heiligen Jungfrau Maria, war eine der ältesten Kirchen im fränkischen Raum. Sie war die Mutterpfarrei von Gollachostheim, Hemmersheim, Pfahlenheim und Waldmannshofen. Spätestens seit dem 13. Jahrhundert war das Hochstift Würzburg Lehensherr, dem die Blutgerichtsbarkeit zustand. Daran änderte sich bis zum Ende des Alten Reiches nichts. Zuletzt wurde diese vom würzburgischen Amt Aub ausgeübt.
1263 übertrug Gysela von Hemmersheim ihre Güter in „Lupurgehusen“ und Pfahlenheim dem Würzburger Bischof Iring von Reinstein-Homburg. Im Jahr 1327 erfolgte die Abtrennung von Waldmannshofen. 1354 befanden sich Dorf und Markung Lipprichhausen im Besitz von Götz von Speckfeld. Im Jahr 1363 vertauschten dann Götz von Ryn und dessen Ehefrau Margareth ihren Gutshof zu Poppenhausen mit dem Gutshof des Ordens zu Lipprichhausen des Komturs des Deutschen Hauses zu Würzburg. 1368 verkaufte Götz von Ryn den großen See zu „Lippurghusen“ und einen Teil der umliegenden Wiesen wiederum an seinen Bruder Arnold, welcher 1374 sein Gut Lipprichhausen der Kommende des Deutschen Ordenshauses zu Würzburg übergab. 1378 verkaufte er außerdem den See samt der Wiesen an Herold Reyn, einen Bürger aus Rothenburg. 1380 erfolgten weitere Verkäufe seiner Güter in Lipprichhausen an diesen. Im Jahr 1387 verkaufte Ritter Heinrich von Seinsheim sein Wasserhäuslein (wahrscheinlich eine kleine Burg, die von Wasser umflossen war) und den See zu Lipprichhausen sowie alle seine Güter ebenfalls an Herold Ryn.
1413 verkaufte Götz von Reyn, Bürger zu Rothenburg, die Gülten und Zinsen zu Lipprichhausen, welche insgesamt sieben Güter, eine Wiese und zwei Seen zu Lipprichhausen mit allen Nutzungen und Rechten umfasste, an Ritter Hans Truchseß von Baldersheim. Im Jahr 1431 vergünstigte der Würzburger Bischof Johann II. von Brunn mit Bewilligung des Abtes Eberhard Lesch von Sankt Burkhard als Lehensform und des Pfarrers Walter Vejel als Verwalter der Pfarrkirche zu Lipprichhausen die Abtrennung der Gemeinde Gollachostheim sowie die Dotierung einer eigenen Pfarrkirche mit Benefizium in Lipprichhausen. 1480 stellte Philipp der Ältere, Herr zu Weinsberg, Erasmus Truchseß von Baldersheim ein Revers über die Wiedereinlösung Lipprichhausens samt seiner Güter aus, die dieser ihm unter Vorbehalt des Wiederkaufrechtes verkauft hatte.
Mit dem Reichsdeputationshauptschluss gelangte Lipprichhausen 1803 an das Herzogtum Bayern. Mit dem Gemeindeedikt (frühes 19. Jahrhundert) wurde der Steuerdistrikt Lipprichhausen gebildet. Zu diesem gehörten Hemmersheim, Obere Mühle, Pfahlenheim, Reutersmühle und Untere Mühle. Wenig später entstand die Ruralgemeinde Lipprichhausen mit der Oberen und Unteren Mühle. Sie war in Verwaltung und Gerichtsbarkeit dem Landgericht Uffenheim zugeordnet und in der Finanzverwaltung dem Rentamt Uffenheim (1919 in Finanzamt Uffenheim umbenannt). Ab 1862 war das Bezirksamt Uffenheim für die Verwaltung der Gemeinde zuständig (1939 in Landkreis Uffenheim umbenannt). Die Gerichtsbarkeit blieb beim Landgericht Uffenheim (1879 in Amtsgericht Uffenheim umbenannt), seit 1973 ist das Amtsgericht Neustadt an der Aisch zuständig. Die Gemeinde hatte 1964 eine Gebietsfläche von 3,558 km².  Im Rahmen der Gebietsreform in Bayern wurde Lipprichhausen am 1. Januar 1972 in die Gemeinde Hemmersheim in Mittelfranken eingemeindet.

### Baudenkmäler
In Lipprichhausen gibt es fünf Baudenkmäler:
- Kirchstraße 32: Pfarrkirche St. Maria
- Schulstraße 9: Wohnstallhaus
- Schulstraße 22: Ehemaliges Wohnstallhaus
- Zwei Steinkreuze

ehemaliges Baudenkmal
- Haus Nr. 18: Ehemaliges Hirtenhaus aus dem 17./18. Jahrhundert. Eingeschossiges Wohnstallhaus in Fachwerk mit Satteldach und außen liegenden, hölzernen Schiebeläden vor den Stubenfenstern. Angesetzter Schweinestall aus Sandsteinquadern, das einhüftige Dachgeschoss als Holzlege ausgebildet.[18]

### Einwohnerentwicklung
Gemeinde Lipprichhausen
| Jahr      | 1818   | 1840   | 1852   | 1855   | 1861   | 1867   | 1871   | 1875   | 1880   | 1885   | 1890   | 1895   | 1900   | 1905   | 1910   | 1919   | 1925   | 1933   | 1939   | 1946   | 1950   | 1952   | 1961   | 1970   |
| Einwohner | 168    | 189    | 186    | 191    | 204    | 213    | 204    | 184    | 185    | 166    | 175    | 179    | 178    | 171    | 179    | 178    | 172    | 171    | 153    | 259    | 227    | 201    | 162    | 143    |
| Häuser    | 31     | 34     |        |        |        |        | 37     |        |        | 38     | 36     |        | 35     |        |        |        | 34     |        |        |        | 32     |        | 33     |        |
| Quelle    | [ 12 ] | [ 20 ] | [ 21 ] | [ 21 ] | [ 22 ] | [ 23 ] | [ 24 ] | [ 25 ] | [ 26 ] | [ 27 ] | [ 28 ] | [ 21 ] | [ 29 ] | [ 21 ] | [ 30 ] | [ 21 ] | [ 31 ] | [ 21 ] | [ 21 ] | [ 21 ] | [ 32 ] | [ 21 ] | [ 14 ] | [ 33 ] |

Ort Lipprichhausen
| Jahr      | 001818 | 001840 | 001861 | 001871 | 001885 | 001900 | 001925 | 001950 | 001961 | 001970 | 001987 |
| Einwohner | 159    | 172    | 191    | 180    | 155    | 161    | 157    | 203    | 145    | 131    | 113    |
| Häuser    | 29     | 32     |        |        | 34     | 31     | 32     | 30     | 30     |        | 32     |
| Quelle    | [ 12 ] | [ 20 ] | [ 22 ] | [ 24 ] | [ 27 ] | [ 29 ] | [ 31 ] | [ 32 ] | [ 14 ] | [ 33 ] | [ 1 ]  |

## Religion
Der Ort ist seit der Reformation evangelisch-lutherisch geprägt und Sitz der Pfarrei St. Maria.

## Bildungswesen
In Lipprichhausen hat die Grundschule der Gemeinden Hemmersheim und Gollhofen ihren Sitz. Sie trägt den Namen Grundschule Lipprichhausen-Gollhofen.